# The Canadian Mineralogist
The Canadian Mineralogist (abrégé en Can. Mineral.) est une revue scientifique à comité de lecture créée en 1962. Ce bimensuel publie des articles de recherches dans les domaines de la minéralogie, pétrologie, cristallographie, géologie économique
et géochimie.
D'après le Journal Citation Reports, le facteur d'impact de ce journal était de 1,398 en 2018. Actuellement, le directeur de publication est Robert F. Martin (Université McGill, Montréal).